# Arsina silenalis
Arsina silenalis là một loài bướm đêm trong họ Noctuidae.